# Estación Iyoshi

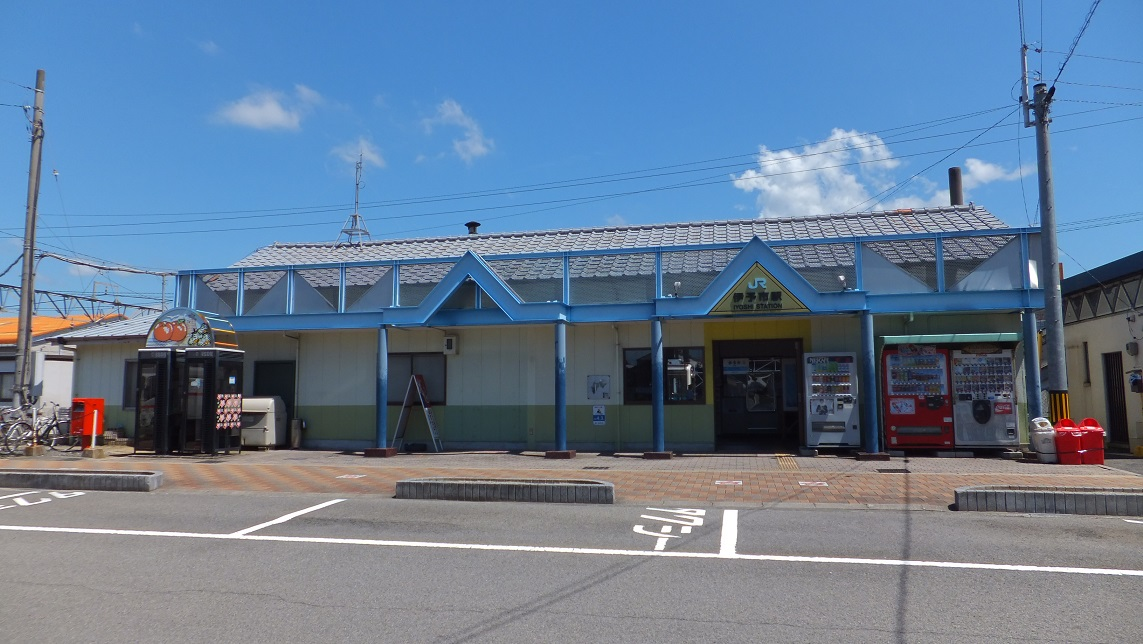
Estación Ciudad de Iyo

La estación Ciudad de Iyo (伊予市駅 Iyoshi-eki?) es una estación de la línea Yosan de la Japan Railways que se encuentra en la ciudad de Iyo de la prefectura de Ehime. El código de estación es el "U05".

## Características
Es la estación central de la ciudad de Iyo y casi todos los servicios rápidos se detienen en la estación.
Al frente de la estación, cruzando la calle, está la Estación Gunchuko (郡中港駅 Gunchūkō-eki?) de la línea Gunchu del Ferrocarril Iyo por lo que es posible realizar un trasbordo.
Por otro lado, es la última estación de la línea Yosan que está electrificada (de todos modos la mayoría de los servicios que provienen desde la estación Iyosaijo finalizan su recorrido en la estación Matsuyama).

## Estación de pasajeros
Cuenta con dos plataformas, una plataforma con vías de un solo lado (andén 1) y otra plataforma con vías a ambos lados (andenes 2 y 3). Es la misma disposición que se puede apreciar en las principales estaciones de la línea Yosan. Es una estación terrestre y el edificio de la estación queda del lado del andén 1.
El andén 1 se utiliza por defecto, solo cuando es necesario ceder el paso a los servicios rápidos o cuando es un servicio cuya cabecera es la presente estación, se utilizan los otros dos andenes.
El edificio de la estación está construido en madera, y a pesar de tener sus años se sigue utilizando con periódicas refacciones. De día cuenta con personal, pero no posee un local de ventas de pasajes de la Japan Railways hacia cualquier estación de Japón. Para suplir los horarios de ausencia de personal se instaló una máquina expendedora de boletos automática moderna.
Antes de que se instalara el puente peatonal, los pasajeros atravesaban las vías para acceder a los andenes 2 y 3.

### Andenes
| 1 | ● Línea Yosan |                                                                                                | Hacia Matsuyama, Imabari, Saijo, Iyomishima, Kawanoe, Kanonji, Marugame, Takamatsu y Okayama (incluye todos los servicios rápidos) |
| 1 | ● Línea Yosan | Hacia Uchiko, Nagahama, Yawatahama y Uwajima (incluye la mayor parte de los servicios rápidos) | |
| 2 | ● Línea Yosan |                                                                                                | Hacia Matsuyama, Imabari y Saijo (solo algunos servicios comunes)                                                                  |
| 2 | ● Línea Yosan | Hacia Uchiko, Nagahama, Yawatahama y Uwajima (incluye algunos servicios rápidos)               | |
| 3 | ● Línea Yosan |                                                                                                | Hacia Uchiko, Nagahama, Yawatahama y Uwajima (solo servicios comunes)                                                              |

## Alrededores de la estación
- Estación Gunchuko
- Ayuntamiento de la ciudad de Iyo
- Correo central de Iyo
- Puerto de Gunchu (郡中港 Gunchū-kō?)
- Ruta nacional 56
- Ruta nacional 378

## Historia
- 1930: el 27 de febrero se inaugura con el nombre de estación Minamigunchu (南郡中駅 Minamigunchū-eki?), en simultáneo con el tramo que va desde la estación Matsuyama hasta esta estación.
- 1930: el 1° de abril la línea Yosan pasa a ser el tramo que une la estación Takamatsu con la estación Minamigunchu.
- 1932: el 1° de diciembre la línea Yosan se extiende hasta la estación Iyokaminada.
- 1933: el 1° de agosto la línea Yosan pasa a denominarse línea principal Yosan (予讃本線 Yosan-honsen?).
- 1957: el 1° de abril toma la denominación actual.
- 1986: el 3 de marzo se inaugura el nuevo ramal entre las estaciones Mukaibara y Uchiko. Pasando a ser una estación de trasbordo entre ramales.
- 1987: el 1° de abril pasa a ser una estación de la división Ferrocarriles de Pasajeros de Shikoku de la Japan Railways.
- 1988: en junio la línea principal Yosan vuelve a ser simplemente línea Yosan.
- 1992: en marzo se completan las obras de elevación de la estación.

## Estación anterior y posterior
- Línea Yosan 
  - Estación Torinoki (U04)  <<  Estación Ciudad de Iyo (U05)  >>  Estación Mukaibara (U06)